# Erhard Heinz
Erhard Heinz (Bautzen, 30 de abril de 1924) é um matemático alemão.
Trabalhou na área de equações diferenciais parciais, em especial com a equação de Monge-Ampère.
Heinz obteve o doutorado em 1951 na Universidade de Göttingen, orientado por Franz Rellich, com a tese Beiträge zur Störungstheorie der Spektralzerlegung.
É atualmente professor emérito da Universidade de Göttingen.
Dentre seus doutorandos estão Hans Wilhelm Alt, Wolf von Wahl, Willi Jäger, Helmut Werner e Friedrich Sauvigny.
Em 1994 recebeu a Medalha Cantor da Associação dos Matemáticos da Alemanha.